# 上條嘉門次
上條 嘉門次（かみじょう かもんじ、1847年11月21日（弘化4年10月14日） - 1917年（大正6年）10月26日）は、上高地で杣、山見廻り人夫、猟師をしていた人物。山案内人として有名になった。没年を1918年とする書籍もある。

## 来歴
信濃国安曇郡稲核村に、有馬又八の次男として生まれた。12歳のとき、杣見習いとして上高地へ入り、16歳～18歳のとき、松本藩の藩有林の見廻り人夫となる。明治2年、23歳で杣職としてほぼ一人前になり、島々村の上條家に婿入りし、翌年長男嘉代吉をもうけた。30歳を超えるころ明神池畔に小屋を建て、猟を生活の中心に据えた。夏にイワナ、冬にカモシカ、クマなどを獲って生活した。
外からやってきた人に山案内を請われれば案内をした。当時、当地の公式な地図はなかったが、経験と勘で山を案内し、滑落した人を背負って麓まで下りた。45～46歳のとき、ウォルター・ウェストン夫妻を北アルプスへ案内した話で有名になった。生活の姿としては、中心にあったのは猟師生活で、ガイドのプロとして山を案内したグループは生涯で20組に満たないという。明神池の畔に建てた小屋は、のちに嘉門次小屋と呼ばれることになった。安曇村島々で亡くなった。
前述のように本格的な活動はしなかったが小林喜作、内野常次郎といった山岳ガイドより畏敬される人物であった。ウェストンは嘉門次を「老練なる山岳人」と評した。
口癖は「山はネコのように歩け、石一つ落とすな」だったという。
また、参謀本部陸地測量部に徴発され、館潔彦らの測量の仕事に協力しており、前穂高岳の初登頂などに同行して登山史に名を連ねることとなった。

## 嘉門次小屋

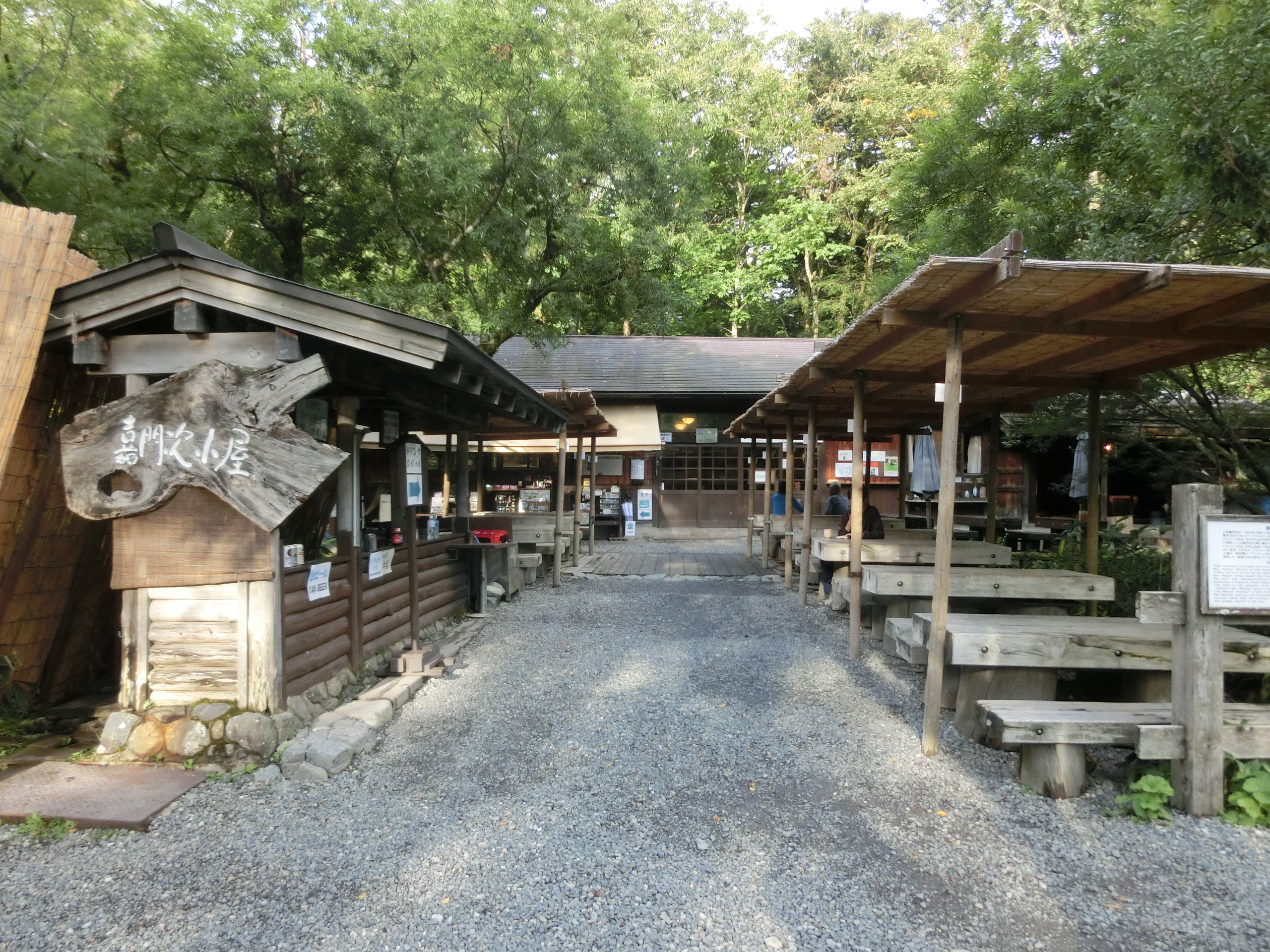
嘉門次小屋

嘉門次小屋の山小屋としての営業開始は、1925年（大正14年）息子嘉代吉の夫人により、本格的な営業は1966年（昭和40年）4代目の輝夫の代から、という。3代目の孫人は、山岳ガイドとして活動した。
嘉門次小屋は国の登録有形文化財に登録されている。
なお、嘉門次小屋のそばに嘉門次碑が建てられている。